# モーガン郡 (インディアナ州)
モーガン郡（英: Morgan County）は、アメリカ合衆国インディアナ州の中央部に位置する郡である。人口は7万1780人（2020年）。郡庁所在地はマーティンズビルであり、同郡で人口最大の都市である。
モーガン郡は州内で人口最大のマリオン郡に隣接しており、同郡のインディアナポリス市と南隣のモンロー郡ブルーミントン市との間に位置している。インディアナ州道37号線と67号線の2本で、この2つの大都市圏に多くの人々が通勤している。郡内は14の郡区に分かれ地方レベルのサービスを行っている。

## 歴史
モーガン郡は1822年に設立された。郡名はアメリカ独立戦争のカウペンスの戦いでイギリス軍を破ったダニエル・モーガン将軍に因んで名付けられた。19世紀後半から20世紀初期にマーティンズビル市の鉱泉が温泉となり、マーティンズビル高校運動部のニックネームはアーテジアンズ（掘り抜き井戸）となった。19世紀初期に入ってきた開拓者は圧倒的に南部州からの移住者が多かった。ムーアズビル地域とその周辺の町は奴隷制度に反対していた南部のクエーカー教徒が多く入った。ムーアズビルの住人ポール・ハドリーは現在のインディアナ州旗のデザインを行った者であり、20世紀初期には地域で著名な水彩画家だった。
2000年代に入って郡政府は新しく郡経済開発組織である企画部局を創り、また2000年から2004年の間には郡として初めての公園余暇委員会を設立した。2004年、レストランでは喫煙を禁じる条例を発効したことでは、インディアナポリス大都市圏で最初の郡にもなった。付近の町も直ぐにモーガンのやり方に追随することになった。
2006年、インディアナ州郡協会から郡達成賞を受賞し、1997年、2003年に続く3回目の受賞となった。
2006年、インディアナ州中部では初めて住民に処方箋薬品代の減額を提案し、20％の減額を達成した。やはり2006年にモーガン郡とヘンドリックス郡は共同で経済開発のためのTIF地区（税増大計画）を立ち上げた。
モーガン郡はムーアズビル大通り計画と一体化する新しい大通り計画を開発し、また新しい首都改善計画も策定した。どちらも郡の発展のための包括的計画の前哨戦となっている。

### 郡庁舎
モーガン郡庁舎は建築家アイザック・ホッジソンがイタリア様式で設計したものである。1857年から1859年に32,000ドルを掛けて、マーティンズビル市のペリー・Mブランケンシップが建設した。当初はやはり1857年に工事を始めたバーノン市にあるジェニングス郡庁舎とほぼ同一のものだったが、1970年代に増築を行い、このときに当初からの構造も改修し、再生された。白い石材を隅につかった赤煉瓦造りであり、アーチ型の高い窓が対称をなしている。南北戦争以前に建てられた数少ない建築物の一つになっている。

## 地理
アメリカ合衆国国勢調査局に拠れば、郡域全面積は409.43平方マイル (1,060.4 km2)であり、このうち陸地403.97平方マイル (1,046.3 km2)、水域は5.46平方マイル (14.1 km2)で水域率は1.33％である。モーガン郡はホワイト川流域で二分されている。近年はこの川を資産として保護することに関心が高まり、川沿いに公園や緑地帯を開発することが求められ、毎年春には川の清掃が始められている。
郡内には最終氷期に氷河の浸食を受けなかった土地が多い。川が流域を潤し、氷河作用を受けなかった丘陵部と共に、インディアナポリス大都市圏の他の部分では見られない地形になっている。住民はこの景観の良い地形を誇り、快適環境の保護とアクセスのために公園体系や自転車道・遊歩道の整備計画を作ってきた。この資金作りのために毎年8 km競走が開催されている。

### 主要高規格道路
| - 州間高速道路69号線 - 州間高速道路70号線 - インディアナ州道37号線 - インディアナ州道39号線 - インディアナ州道42号線 - インディアナ州道44号線 - インディアナ州道67号線 | - インディアナ州道135号線 - インディアナ州道142号線 - インディアナ州道144号線 - インディアナ州道252号線 - インディアナ州道267号線 |

### 隣接する郡
- ヘンドリックス郡 - 北
- マリオン郡 - 北東
- ジョンソン郡 - 東
- ブラウン郡- 南東
- モンロー郡 - 南
- オーウェン郡 - 南西
- パットナム郡 - 北西

## 気候と気象
近年、郡庁所在地であるマーティンズビル市の平均気温は1月の18°F (-8 ℃) から7月の85°F (29 ℃) まで変化している。過去最低気温は1994年1月に記録された-35°F (-37 ℃) であり、過去最高気温は1954年7月に記録された105°F (41 ℃) である。月間降水量は2月の2.44インチ (62 mm) から5月の4.73インチ (120 mm) まで変化している。

## 郡政府
郡政府は憲法による政体であり、インディアナ州憲法とインディアナ州法典によって特別の権力を認められている。

### 郡政委員会
郡政委員会は郡政府の立法府であり、郡の歳出や歳入を管理している。委員は郡内の選挙区から選出され、任期は4年間である。給与、年間予算、特別支出を設定する責任がある。郡レベルで所得税や資産税、消費税、サービス税を課する限定付き権限があるが、所得税と資産税は州の承認を要する。

### 行政委員会
行政委員会は郡政府の行政府である。委員は郡全体を選挙区に選出され、任期は4年間で2年毎に半数が改選される。委員の一人、通常は最も経験のある者が議長になる。行政委員会は郡政委員会が決めた法を実行し、税金を集め、郡政府の日々の機能を管理する責任がある。

### 郡裁判所
郡は幾らかの民事訴訟を扱うことのできる小規模裁判所を維持している。判事は4年間任期で選出され、インディアナ州法廷弁護士協会の会員でなければならない。判事を補助するのがコンスタブルと呼ばれる法執行官であり、やはり4年間任期で選出される。特定の事件における判決に対しては、州レベルの巡回裁判所に控訴できる。

### 郡政府役人
上記以外に、保安官、検視官、監査官、財務官、登記官、測量士および巡回裁判所事務官が選挙で選ばれている。任期は4年間であり、郡政府の異なる部門を監督している。郡政府に選ばれる役人は支持政党を公にすることが求めら、また郡の住人でなければならない。
各郡区には消防と救急サービスを管理し、生活保護と墓地の管理などを行う委託者がいる。これを3人の委員からなる郡区委員会が補助する。委託者と郡区委員は4年間任期で選出される。
モーガン郡はアメリカ合衆国下院議員インディアナ州第4選挙区に属している。インディアナ州議会上院では第35および第37選挙区に属しており、下院では第47および第91選挙区に属している。

## 人口動態
以下は2000年国勢調査による人口統計データである。
| 基礎データ - 人口: 66,689人 - 世帯数: 24,437 世帯 - 家族数: 19,036 家族 - 人口密度: 63人/km2（164人/mi2） - 住居数: 25,908軒 - 住居密度: 25軒/km2（64軒/mi2） 人種別人口構成 - 白人: 98.59% - アフリカン・アメリカン: 0.07% - ネイティブ・アメリカン: 0.22% - アジア人: 0.25% - 太平洋諸島系: 0.02% - その他の人種: 0.16% - 混血: 0.69% - ヒスパニック・ラテン系: 0.73% 先祖による構成 - アメリカ人：35.1％ - ドイツ系：22.1％ - イギリス系：10.9％ - アイルランド系：10.3％ 年齢別人口構成 - 18歳未満: 27.2% - 18-24歳: 7.7% - 25-44歳: 30.6% - 45-64歳: 23.8% - 65歳以上: 10.6% - 年齢の中央値: 36歳 - 性比（女性100人あたり男性の人口） - 総人口: 98.9 - 18歳以上: 96.5 | 世帯と家族（対世帯数） - 18歳未満の子供がいる: 36.9% - 結婚・同居している夫婦: 65.2% - 未婚・離婚・死別女性が世帯主: 8.6% - 非家族世帯: 22.1% - 単身世帯: 18.4% - 65歳以上の老人1人暮らし: 7.3% - 平均構成人数 - 世帯: 2.70人 - 家族: 3.06人 収入と家計 - 収入の中央値 - 世帯: 47,739米ドル - 家族: 52,851米ドル - 性別 - 男性: 39,701米ドル - 女性: 26,311米ドル - 人口1人あたり収入: 20,657米ドル - 貧困線以下 - 対人口: 6.6% - 対家族数: 5.3% - 18歳未満: 7.3% - 65歳以上: 9.9% |

## 郡区
モーガン郡は下記14の郡区に分割されている。
| - アダムズ - アシュランド - ベイカー - ブラウン - クレイ | - グリーン - グレッグ - ハリソン - ジャクソン - ジェファーソン | - マディソン - モンロー - レイ - ワシントン |

## 都市と町
| - ベサニー - ブルックリン - マーティンズビル - 郡庁所在地 | - モンロビア - ムーアズビル | - モーガンタウン - パラゴン |

### 未編入の町
| - センタートン - コープ | - エミネンス - ホール | - ウェイバリー - ウィルバー |